# Robert Otto Pohl
Robert Otto Pohl (Göttingen, República de Weimar, 17 de diciembre de 1929-30 de agosto de 2024) fue un físico germano-estadounidense, especializado en temas de física de la materia condensada como la física del estado sólido, la conductividad térmica y las películas delgadas. Es catedrático emérito de Física Goldwin Smith en la Universidad de Cornell, donde ha formado parte del cuerpo docente desde la década de 1950

## Educación y carrera
El padre de Robert O. Pohl fue el físico Robert Wichard Pohl (1884–1976), cuyo abuelo materno fue Friedrich Wichard Lange (1826–1884), miembro del Parlamento de Hamburgo. Después de completar sus estudios universitarios en la Universidad de Freiburg, Robert O. Pohl se matriculó como estudiante de posgrado en la Universidad de Erlangen. Allí se licenció en 1955 y se doctoró en 1957, y trabajó como ayudante de física durante el curso académico 1957-1958. Emigró a Estados Unidos en 1958.
En la Universidad de Cornell fue investigador asociado de 1958 a 1960), profesor asistente de 1960 a 1963, profesor asociado de 1963 a 1968), profesor titular de 1968 a 2000 y profesor emérito de física Goldwin Smith desde el 2000 hasta la actualidad. Ha sido profesor visitante en la Universidad RWTH Aachen (1964), la Universidad de Stuttgart (1966–1967), la Universidad Ludwig Maximilian de Múnich, la Universidad de Konstanz, la Universidad de Ratisbona, la Universidad de Canterbury de Nueva Zelanda, la Universidad Tongji de China, y el Centro de Investigación Nuclear de Jülich.
Robert O. Pohl ha realizado investigaciones experimentales sobre el vidrio y los materiales vítreos, así como sobre el transporte de calor y el comportamiento del transporte reticular en sólidos cristalinos y en sólidos amorfos, la estructura del vidrio, las técnicas criogénicas y los problemas energéticos.
En 1985 recibió el Premio de Materia Condensada Oliver E. Buckley por "su trabajo pionero sobre excitaciones de baja energía en materiales amorfos y continuas contribuciones importantes a la comprensión del transporte térmico en sólidos". Se consideró el mayor reconocimiento en física de la materia condensada.
Pohl fue elegido en 1972 miembro de la Sociedad Estadounidense de Física, en 1984 miembro de la Asociación Estadounidense para el Avance de la Ciencia y en 1999 miembro de la Academia Nacional de Ciencias. Durante el año académico 1973-1974 fue becario Guggenheim. En 1980 recibió el premio Humboldt US Senior Scientist Award.
Entre sus estudiantes de doctorado se encuentra Venkatesh Narayanamurti.
Springer publicó la edición en 3 volúmenes de Einführung in die Physik de Robert Wichard Pohl (vol. 1, Mechanik und Akustik, 1930; vol. 2, Elektrizitätslehre, 1927; vol. 3, 1940, Optik) con muchas ediciones posteriores y una edición en 2 volúmenes editada por Klaus Lüders y Robert O. Pohl (vol. 1, Mechanik, Akustik und Wärmelehre, 19.ª edición, 2004; vol. 2, 22.ª edición, 2006). Robert O. Pohl ha añadido vídeos de experimentos de demostración para las últimas ediciones.

## Opiniones de Pohl sobre la eliminación de residuos nucleares
Además de sus principales intereses de investigación, Robert O. Pohl se preocupaba por la eliminación de residuos radiactivos y sus efectos sobre el medio ambiente y la salud humana. Durante la administración Carter formó parte de un comité asesor presidencial sobre eliminación de residuos nucleares.
En un artículo de 1982 publicado en Physics Today, Pohl escribió:

A la hora de debatir la protección adecuada frente a los residuos nucleares, la vara de medir adecuada, en mi opinión, no es cuánta gente morirá a causa de ellos sobre una base estadística (a veces incluso expresada como el número de muertes por cáncer por megavatio-año de energía eléctrica producida). Más bien, la cuestión es si queremos imponer a las generaciones futuras la necesidad de vivir permanentemente con monitores de radiación, algo que no tenemos que hacer ahora mismo -salvo algunas desafortunadas excepciones-. En mi opinión, deberíamos hacer todo lo posible por evitar someter a nuestros descendientes a esta preocupación adicional. Para ello habría que encontrar métodos de eliminación permanentemente seguros para todas las formas de residuos radiactivos, ya que cualquier eliminación de especies radiactivas de larga vida en vertederos poco profundos, o mediante vertido en el océano, como se practica actualmente para los muchos residuos de baja actividad que surgen en el ciclo del combustible nuclear, sería inaceptable.

## Selección de publicaciones

### Artículos
- Walker, C. T.; Pohl, R. O. (1963). «Phonon Scattering by Point Defects». Physical Review 131 (4): 1433-1442. Bibcode:1963PhRv..131.1433W. doi:10.1103/PhysRev.131.1433.
- Narayanamurti, V.; Pohl, R. O. (1970). «Tunneling States of Defects in Solids». Reviews of Modern Physics 42 (2): 201-236. Bibcode:1970RvMP...42..201N. doi:10.1103/RevModPhys.42.201. (más de  500 citas)
- McNelly, T. F.; Rogers, S. J.; Channin, D. J.; Rollefson, R. J.; Goubau, W. M.; Schmidt, G. E.; Krumhansl, J. A.; Pohl, R. O. (1970). «Heat Pulses in NaF: Onset of Second Sound». Physical Review Letters 24 (3): 100-102. Bibcode:1970PhRvL..24..100M. doi:10.1103/PhysRevLett.24.100.
- Zeller, R. C.; Pohl, R. O. (1971). «Thermal Conductivity and Specific Heat of Noncrystalline Solids». Physical Review B 4 (6): 2029-2041. Bibcode:1971PhRvB...4.2029Z. doi:10.1103/PhysRevB.4.2029. (más de 2200 citas)
- Slack, Glen A.; Tanzilli, R.A.; Pohl, R.O.; Vandersande, J.W. (1987). «The intrinsic thermal conductivity of AlN». Journal of Physics and Chemistry of Solids 48 (7): 641-647. Bibcode:1987JPCS...48..641S. doi:10.1016/0022-3697(87)90153-3. (más de 1050 citas) See aluminium nitride.
- Swartz, E. T.; Pohl, R. O. (1987). «Thermal resistance at interfaces». Applied Physics Letters 51 (26): 2200-2202. Bibcode:1987ApPhL..51.2200S. doi:10.1063/1.98939. más de 400 citas)
- Cahill, David G.; Pohl, R. O. (1987). «Thermal conductivity of amorphous solids above the plateau». Physical Review B 35 (8): 4067-4073. Bibcode:1987PhRvB..35.4067C. PMID 9941934. doi:10.1103/PhysRevB.35.4067.
- Klitsner, Tom; Pohl, R. O. (1987). «Phonon scattering at silicon crystal surfaces». Physical Review B 36 (12): 6551-6565. Bibcode:1987PhRvB..36.6551K. PMID 9942367. doi:10.1103/PhysRevB.36.6551.
- Cahill, D. G.; Pohl, R. O. (1988). «Lattice Vibrations and Heat Transport in Crystals and Glasses». Annual Review of Physical Chemistry 39: 93-121. Bibcode:1988ARPC...39...93C. doi:10.1146/annurev.pc.39.100188.000521. (más de 450 citas)
- Klitsner, Tom; Vancleve, J. E.; Fischer, Henry E.; Pohl, R. O. (1988). «Phonon radiative heat transfer and surface scattering». Physical Review B 38 (11): 7576-7594. Bibcode:1988PhRvB..38.7576K. PMID 9945485. doi:10.1103/PhysRevB.38.7576.
- Swartz, E. T.; Pohl, R. O. (1989). «Thermal boundary resistance». Reviews of Modern Physics 61 (3): 605-668. Bibcode:1989RvMP...61..605S. doi:10.1103/RevModPhys.61.605. (más de 3050 citas)
- Cahill, David G.; Fischer, Henry E.; Watson, S. K.; Pohl, R. O.; Slack, G. A. (1989). «Thermal properties of boron and borides». Physical Review B 40 (5): 3254-3260. Bibcode:1989PhRvB..40.3254C. PMID 9992262. doi:10.1103/PhysRevB.40.3254.
- Cahill, David G.; Fischer, Henry E.; Klitsner, Tom; Swartz, E. T.; Pohl, R. O. (1989). «Thermal conductivity of thin films: Measurements and understanding». Journal of Vacuum Science & Technology A: Vacuum, Surfaces, and Films 7 (3): 1259-1266. Bibcode:1989JVSTA...7.1259C. doi:10.1116/1.576265.
- Cahill, David G.; Pohl, R.O. (1989). «Heat flow and lattice vibrations in glasses». Solid State Communications 70 (10): 927-930. Bibcode:1989SSCom..70..927C. doi:10.1016/0038-1098(89)90630-3.
- Cahill, David G.; Watson, S. K.; Pohl, R. O. (1992). «Lower limit to the thermal conductivity of disordered crystals». Physical Review B 46 (10): 6131-6140. Bibcode:1992PhRvB..46.6131C. PMID 10002297. doi:10.1103/PhysRevB.46.6131. más de  2000 citas)
- Olson, J. R.; Pohl, R. O.; Vandersande, J. W.; Zoltan, A.; Anthony, T. R.; Banholzer, W. F. (1993). «Thermal conductivity of diamond between 170 and 1200 K and the isotope effect». Physical Review B 47 (22): 14850-14856. Bibcode:1993PhRvB..4714850O. PMID 10005859. doi:10.1103/PhysRevB.47.14850.
- Kumar, G. S.; Prasad, G.; Pohl, R. O. (1993). «Experimental determinations of the Lorenz number». Journal of Materials Science 28 (16): 4261-4272. Bibcode:1993JMatS..28.4261K. doi:10.1007/BF01154931.
- Olson, J. R.; Topp, K. A.; Pohl, R. O. (1993). «Specific Heat and Thermal Conductivity of Solid Fullerenes». Science 259 (5098): 1145-1148. Bibcode:1993Sci...259.1145O. PMID 17794394. doi:10.1126/science.259.5098.1145.
- Liu, Xiao; White, Jr, B. E.; Pohl, R. O.; Iwanizcko, E.; Jones, K. M.; Mahan, A. H.; Nelson, B. N.; Crandall, R. S. et al. (1997). «Amorphous Solid without Low Energy Excitations». Physical Review Letters 78 (23): 4418-4421. Bibcode:1997PhRvL..78.4418L. doi:10.1103/PhysRevLett.78.4418.
- Pohl, Robert O.; Liu, Xiao; Thompson, Eunjoo (2002). «Low-temperature thermal conductivity and acoustic attenuation in amorphous solids». Reviews of Modern Physics 74 (4): 991-1013. Bibcode:2002RvMP...74..991P. doi:10.1103/RevModPhys.74.991. (máas de 400 citas)
- Pohl, R.O. (2006). «Lattice vibrations of glasses». Journal of Non-Crystalline Solids 352 (32–35): 3363-3367. Bibcode:2006JNCS..352.3363P. doi:10.1016/j.jnoncrysol.2006.01.102.

### Libros
- Lüders, K.; Pohl, R. O., eds. (13 de julio de 2017). Pohl's Introduction to Physics: Volume 1: Mechanics, Acoustics and Thermodynamics. Springer. ISBN 9783319400464. translated from Pohls Einführung in die Physik, Band. 1 : Mechanik, Akustik und Wärmelehre by William D. Brewers (Vol. 1 contains 77 videos of experiments.)
- Lüders, K.; Pohl, R. O., eds. (5 de febrero de 2018). Pohl's Introduction to Physics: Volume 2: Electrodynamics and Optics. Springer. ISBN 9783319502694. translated from Pohls Einführung in die Physik, Band.2 : Elektizitaetslehre und Optik by William D. Brewer (Vol. 2 contains 41 videos of experiments.)